# Oude raadhuis (Tongelre)

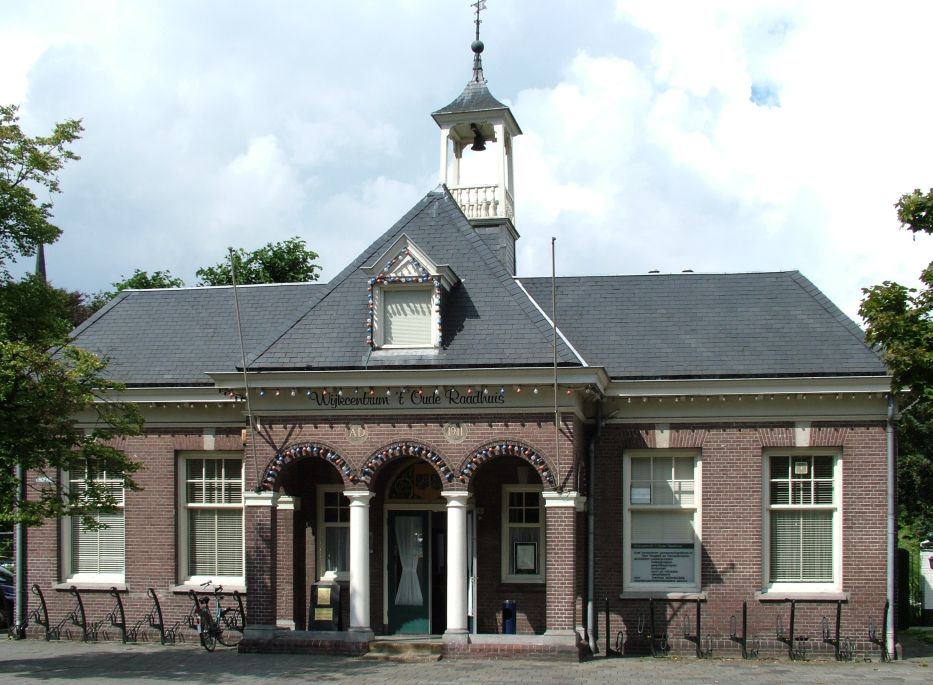
Het oude raadhuis van Tongelre

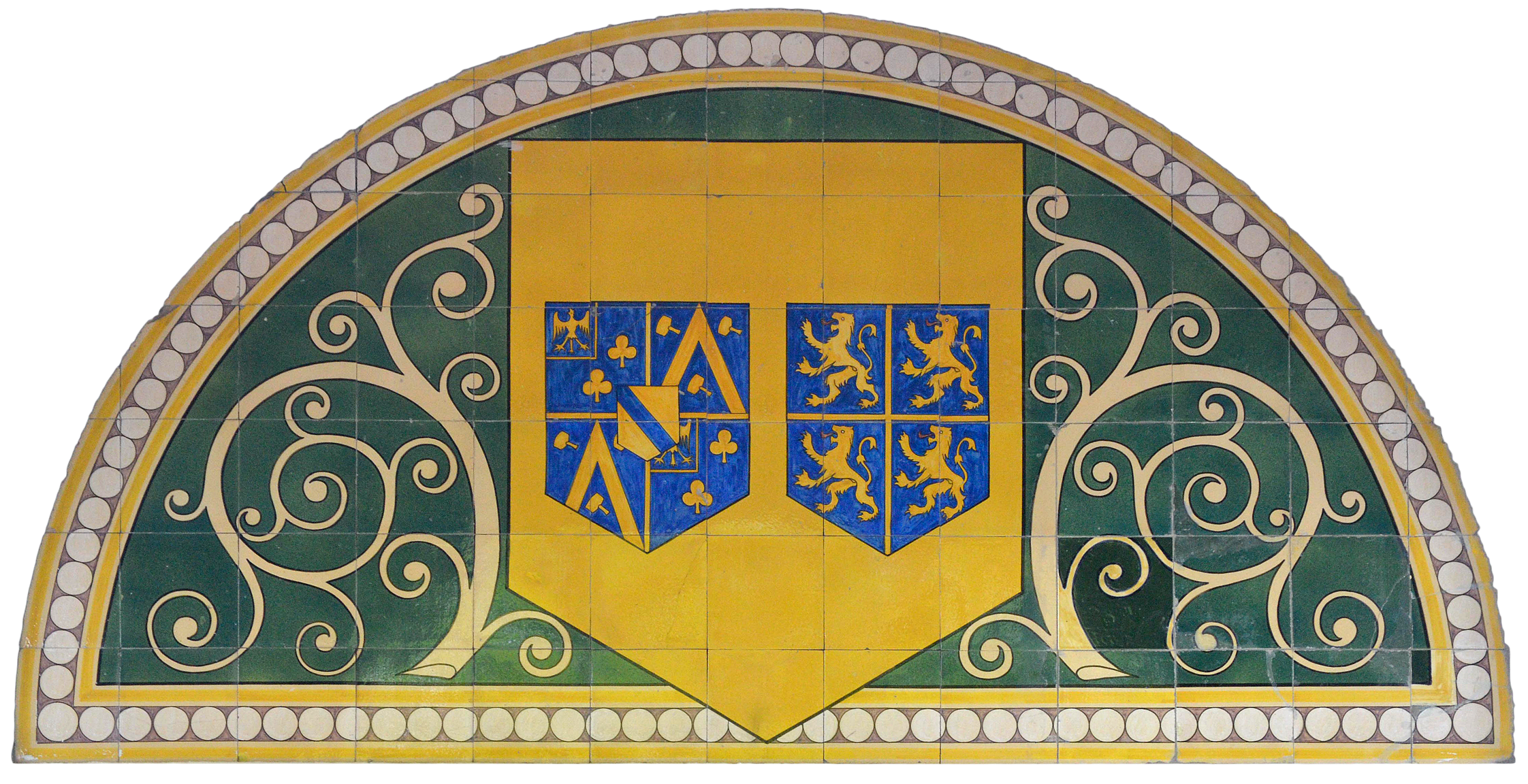
Het tegeltableau boven de ingang

Het oude raadhuis op adres 't Hofke 15 te Eindhoven is het voormalige gemeentehuis van Tongelre, een voormalige Nederlandse gemeente en thans stadsdeel van Eindhoven.
Het is een rijksmonument.
Het is sinds 1957 in gebruik als buurthuis en wijkcentrum.

## Beschrijving
Het raadhuis is een eenlaags pand met een met bitumen gedekt schilddak dat parallel loopt aan de straat.
Het is opgetrokken in baksteen, met een gepleisterde kroonlijst met daarboven een gootlijst op houten klossen.
Boven de toegangsdeur bevindt zich een tegeltableau met het wapen van de gemeente Tongelre.
Het pand heeft een vooruitspringend deel, een zogenaamde middenrisaliet, met rondbogen en Toscaanse zuilen.
Daarop staat de tekst AD 1911.
Boven het risaliet bevindt zich ook een schilddak dat haaks op het hoofddak staat, met daarin een dakkapel met fronton.
Op het dak staat een torentje met daarin een luidklokje.

## Historie

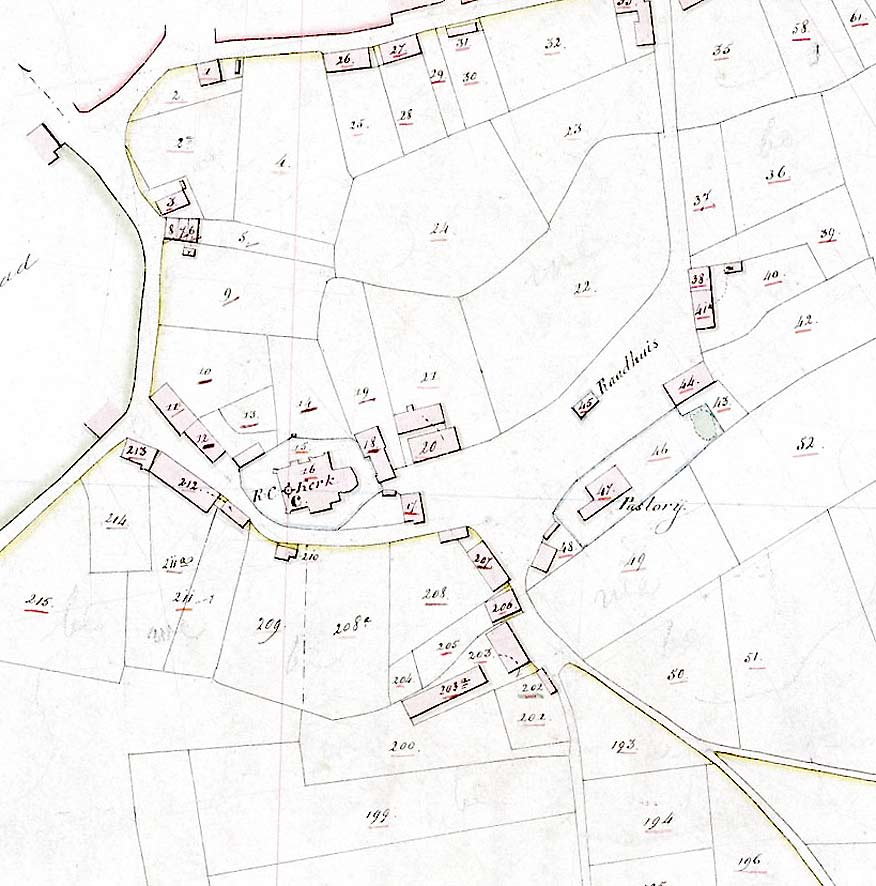
Kaart uit 1832; het toenmalige raadhuis is pand nummer 45; het huidige "oude" raadhuis werd gebouwd schuin voor 't Hofke 13, pand 20, midden op de kaart.

Voor er een raadhuis bestond vergaderde het gemeentebestuur waarschijnlijk in een ruimte in de oude Martinuskerk.
Het eerste raadhuis dateerde van het einde van de achttiende eeuw, dus van voor 1800, en is gesloopt rond 1935.
Het stond noordoostelijk t.o.v. het nieuwe (nu "oude") raadhuis, pal voor de later gebouwde, nog bestaande woonhuizen 't Hofke 27 en 29.
Plannen voor een nieuw raadhuis waren er al in 1887.
In 1910 (burgemeester was toen Josephus L. van Engeland) werd besloten tot de bouw van een nieuw raadhuis.
Als redenen daarvoor worden genoemd:
- de omvang van de gemeenteadministratie was te groot geworden door de groei van het aantal inwoners van Tongelre.[2]
- toen duidelijk werd dat de annexatie van Tongelre en enkele andere gemeenten door Eindhoven onvermijdelijk was, wilde men het geld uit de gemeentekas uitgeven aan een nieuw raadhuis en een nieuwe school zodat het geld niet bij Eindhoven terecht zou komen en aldus voor Tongelre verloren zou zijn.[3]

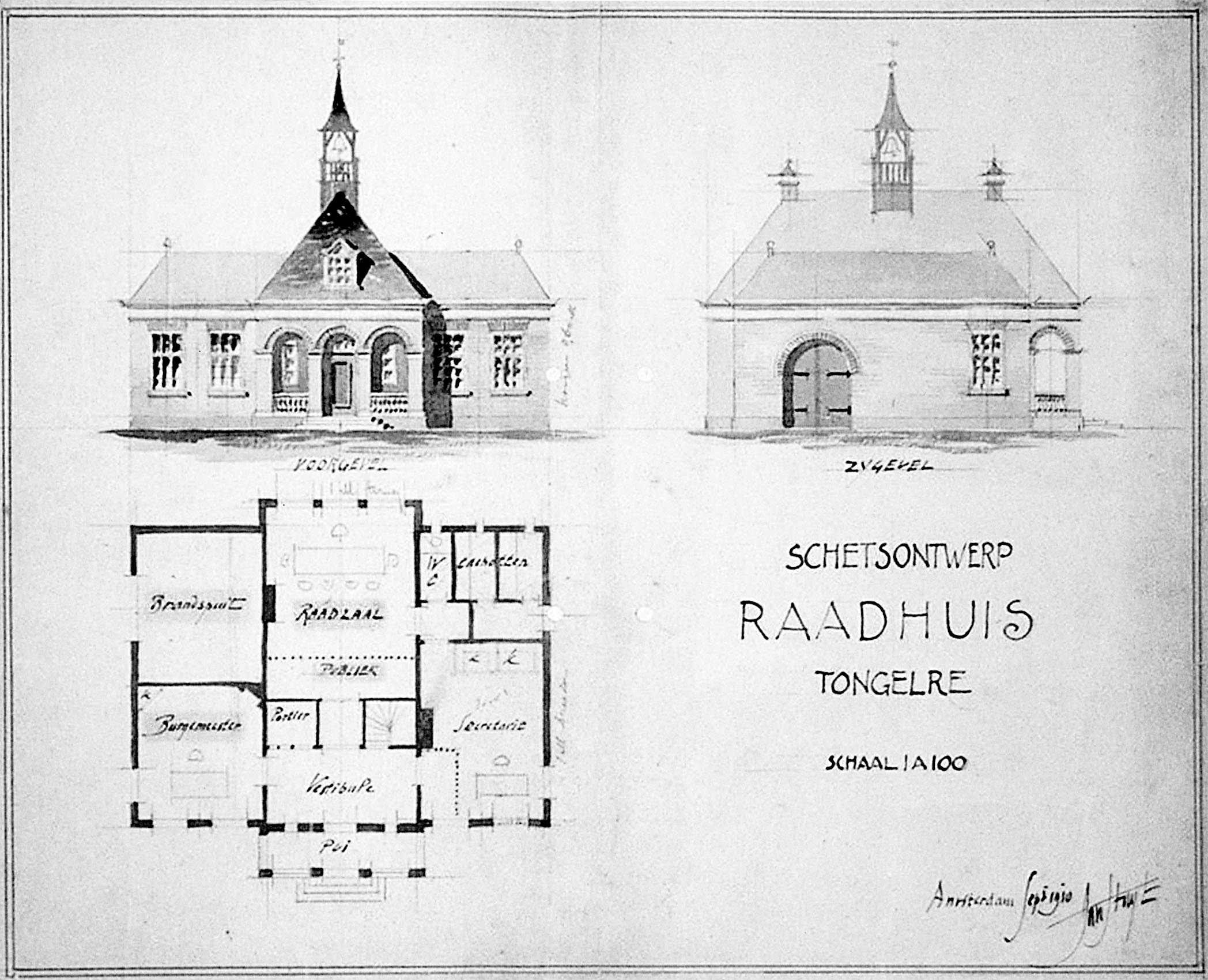
Schetsontwerp, met voorgevel, zijgevel en indeling: Brandspuit, Burgemeester, Raadzaal met Publiek, Portier, Vestibule, Pui, WC, cachotten en secretarie.

Het nieuwe raadhuis werd ontworpen door Jan Stuyt voor een gage van 564 gulden.
Het pand is gebouwd in 1911 door aannemer W. van den Broek; de stichtingskosten bedroegen 8.977,73½ gulden.
Het werd in 1912 in gebruik genomen.
In het raadhuis was een ruimte voor de gemeentelijke brandspuit (achter een toegangspoort in de linkerzijgevel), kamers voor de burgemeester en voor de secretarie, de raadzaal en twee cachotten.
Het ligt naast het veel oudere pand 't Hofke 13, een boerderij en eveneens een rijksmonument.
De toenmalige eigenaar daarvan, ene Van Poppel, heeft de grond aan de gemeente verkocht waarop het raadhuis is gebouwd, min of meer midden op het voormalige marktplein van Tongelre.
De archiefstukken werden pas in 1917 naar het nieuwe raadhuis overgebracht; het werd schoongemaakt en gesorteerd.
Na de annexatie van Tongelre door Eindhoven werd het archief van het raadhuis naar elders overgebracht.
De toenmalige archivaris beschreef het archief als muf, klam, en bezet met vingerdikke lagen schimmel.
Deels lag het op de zolder van het raadhuis, tussen stof, vuil, dakpannen en steigerpalen.
Later bleek rond 1920 een deel van het archief te zijn vernietigd.
Toen Tongelre geen zelfstandige gemeente meer was heeft het raadhuis diverse andere functies gehad.
Een tijdlang fungeerde het als trouwzaal.
Rond 1926 werd de Gemeentelijke Lagere Landbouwschool er gevestigd (die kreeg later nieuwbouw langs het spoor; alleen de directeurswoning op Oude Urkhovenseweg 2 bestaat nog).
In de Tweede Wereldoorlog is het raadhuis gevorderd door de Duitse bezetter en gebruikt als hoofdkwartier van de Landwacht.
De toegangspoort voor de brandspuit is verdwenen; er is een raam voor in de plaats gekomen.
Na de oorlog werd het raadhuis gevorderd door de Engelsen.
Weer later zijn er zes gezinnen in ondergebracht, die van elders waren geëvacueerd.
Er is ook een dependance van de Volksbank in gevestigd geweest.
Veel verenigingen in Tongelre vonden er een onderkomen, onder andere het R.K. Werklieden Verbond en De Jonge Werkman.
In 1957 werd het pand betrokken door het Katholiek Instituut voor Maatschappelijk Werk.
Het KIMW ging later op in Buurtwerk Eindhoven die het raadhuis als buurthuis gebruikte.
Daar kwam in 1988 wegens gemeentelijke bezuinigingen een eind aan.
Vervolgens werd door buurtbewoners de Stichting Wijkcentrum 't Oude Raadhuis in het leven geroepen.
De gemeentelijke subsidies werden afgebouwd maar het gebouw werd wel op kosten van de gemeente geschikter gemaakt voor gebruik.
Zo werd om de bovenverdieping beter bruikbaar te maken het plafond van de raadszaal, een tongewelf, verwijderd en vervangen door een vlakke verdiepingsvloer.
Sindsdien heeft de stichting het pand in gebruik.
In het jaar 2000 is in het torentje op het dak een klokje opgehangen.
Er is groot onderhoud verricht in de eerste helft van 2011.